# 张兴 (十六国)
张兴（?—?），十六国时后燕、北燕大臣。
407年，慕容熙出城为皇后苻训英送葬，时任左卫将军的张兴和冯跋等人发动了叛乱，推举慕容云为盟主。七月廿八日，慕容云即天王位，实行大赦，改年号为正始。慕容熙被杀后，八月，慕容云改名高雲，任命冯跋为都督中外诸军事、开府仪同三司、录尚书事，任命冯万泥为尚书令，冯素弗为昌黎尹，冯弘为征东大将军，孙护为尚书左仆射，张兴为辅国大将军。409年，冯跋称天王，任命范阳公冯素弗为车骑大将军、录尚书事，孙护为尚书令，张兴为左仆射，汲郡公冯弘为右仆射，广川公冯万泥为幽、平二州牧，上谷公冯乳陈为并、青二州牧。张兴封永宁公。410年，冯万泥与冯乳陈在白狼山一起叛变，冯跋派遣冯弘与张兴带领两万步兵骑兵前去征讨。张兴对冯弘说：“贼明日出战，今夜必来惊我营，宜为之备。”冯弘于是秘密命令每个人都准备好十把草，收好火种，埋伏好了之后，等待敌兵的到来。当天夜里，冯乳陈果然前来劫营，冯弘、张兴伏兵冲出，前后截击，把叛军全部歼灭。冯万泥、冯乳陈出城投降。